# Operation Mincemeat
Die Operation Mincemeat war ein erfolgreiches britisches Täuschungsmanöver im Zweiten Weltkrieg, welches nach längerer präziser Vorbereitung am 30. April 1943 in der Platzierung eines Leichnams in britischer Offiziersuniform mit gefälschten Papieren in spanischen Gewässern mündete. Ziel war es, durch die falschen Unterlagen in der Aktentasche der Leiche die Achsenmächte zu überzeugen, dass eine alliierte Invasion Griechenlands bevorstünde, obwohl diese in Wirklichkeit gegen Sizilien (Operation Husky) geplant war.
Entgegen den Erwartungen der Briten wurde die Leiche von den Spaniern autopsiert. Dadurch auftretende Zweifel wurden beiseite geschoben, ebenso wie später bei der deutschen Abwehr.
Hitler erkannte die Täuschung nicht und verstärkte die Streitkräfte in Griechenland und Sardinien.
Die Operation wurde so zu einem Erfolg. Über längere Zeit war den Deutschen und Italienern nicht klar, dass die Landung der Alliierten auf Sizilien kein Ablenkungsmanöver war.
Die Operation Mincemeat wurde nach dem Krieg als Buch veröffentlicht und später mehrmals verfilmt.

## Planung des Täuschungsmanövers
Nach dem Untergang der 6. Armee in der Schlacht von Stalingrad im Winter 1942/43 strebten Großbritannien und die USA die Errichtung einer zweiten Front im Westen an. Nach der deutschen Niederlage im Afrikafeldzug wandten sich die alliierten Planer dem europäischen Festland zu. Dabei wurde Sizilien durch seine Lage zum ersten Ziel. Es bot sich als Sprungbrett für die darauffolgende alliierte Invasion in Italien an, und die Kontrolle über die Insel sollte entscheidend dazu beitragen, die alliierten Seetransporte auf dem Mittelmeer beschützen zu können. Allerdings war auch den Deutschen die strategische Bedeutung der Insel bewusst. (Churchill wird mit den Worten zitiert „Nur ein Trottel wird nicht erkennen, dass es Sizilien ist.“) Dort befand sich folglich auch der Stützpunkt der deutschen Luftwaffe für die Angriffe auf das britische Malta. Da die massiven Vorbereitungsmaßnahmen der Alliierten für die Invasion (Codename Operation Husky) mit Sicherheit nicht unbemerkt bleiben und als Anzeichen für eine bevorstehende Operation erkannt werden würden, mussten die Alliierten die Deutschen täuschen, damit diese nicht im Gegenzug ihre Kräfte konzentrieren und die Invasion zurückdrängen konnten.
Wenige Monate zuvor hatte Flight Lt. Charles Cholmondeley von der Sektion B1(a) des MI5 die Idee gehabt, ein Funkgerät über Frankreich abwerfen zu lassen, das man am Körper eines Toten befestigt hatte, der an einem nur teilweise geöffneten Fallschirm hing, um so die Deutschen gezielt mit Desinformationen zu versorgen. Der Vorschlag war zwar als unpraktisch und nicht durchführbar abgelehnt worden, jedoch wurde die Idee ein paar Monate später von einem kleinen, abteilungsübergreifenden Team mit dem Namen Twenty Committee wieder aufgegriffen.
Wie Autor und Mitglied des Twenty Committee, Lt. Cmdr. Ewen Montagu, Offizier des British Naval Intelligence Department, in seinem später veröffentlichten Buch beschreibt, entwickelte sich aus den Erfolgsaussichten von Cholmondeleys Idee ein besser durchzuführender Plan. Weiterhin fand das Team, dass die Dokumente von der Leiche eines Mannes mit einem ungeöffneten Fallschirm geborgen werden müssten, wie ursprünglich vorgeschlagen. Da die Deutschen jedoch wussten, dass die Alliierten niemals vertrauliche Dokumente über Feindgebiet transportierten, beschlossen sie, es so aussehen zu lassen, als hätte es einen Absturz über dem Meer gegeben. Dieses würde auch plausibel erklären, warum der Tod bereits mehrere Tage vor Auffinden des im Meer treibenden Leichnams eingetreten war. Jetzt fehlte nur noch ein Codename, und Montagu wählte von der Liste „Mincemeat“ aus, das nach erfolgreichem Abschluss einer anderen Mission wieder zur Verfügung stand.

### Vorläufer
Die Idee, eine Leiche mit präparierten Dokumenten auszustatten, war nicht neu. Zwei Ereignisse, von denen Montagu Kenntnis gehabt haben müsste, illustrieren dies. Das erste war ein Täuschungsmanöver im August 1942, vor der Schlacht von Alam el Halfa. Dabei wurde eine mit einer präparierten Landkarte ausgestattete Leiche in einem gesprengten Spähwagen in einem der 90. leichten Afrika-Division zugewandten Minenfeld südlich von Qaret el Abd platziert. Auf der Karte war die Lage alliierter Minenfelder verzeichnet, die jedoch in der Realität gar nicht existierten. Die Deutschen fielen auf die Täuschung herein, und Rommels Panzer wurden so in ein Gebiet mit weichem Sand gelenkt, wo sie stecken blieben.
Das zweite Ereignis war kein Täuschungsmanöver, sondern eher ein Missgeschick. Im September desselben Jahres stürzte eine PBY Catalina vor Cádiz ab. An Bord befand sich als Kurier Paymaster-Lt. James Hadden Turner der Royal Navy. Bei der Leiche, die in der Nähe von Tarifa angespült und von den spanischen Behörden geborgen wurde, befand sich ein Brief von General Mark Clark an den Gouverneur von Gibraltar, in dem französische Agenten in Nordafrika benannt wurden und das Datum der Operation Torch als der 4. November angegeben war (die jedoch erst am 8. November stattfand). Als die Leiche an die Alliierten übergeben wurde, war der Brief noch vorhanden, und Techniker konnten feststellen, dass er auch nicht geöffnet worden war. Auch wenn die Deutschen technisch durchaus in der Lage waren, den Brief zu lesen, ohne ihn zu öffnen, betrachteten sie – so sie denn tatsächlich Zugang dazu hatten – die darin enthaltenen Informationen offenbar als falsch und reagierten nicht darauf.

### Major William Martin, Royal Marines

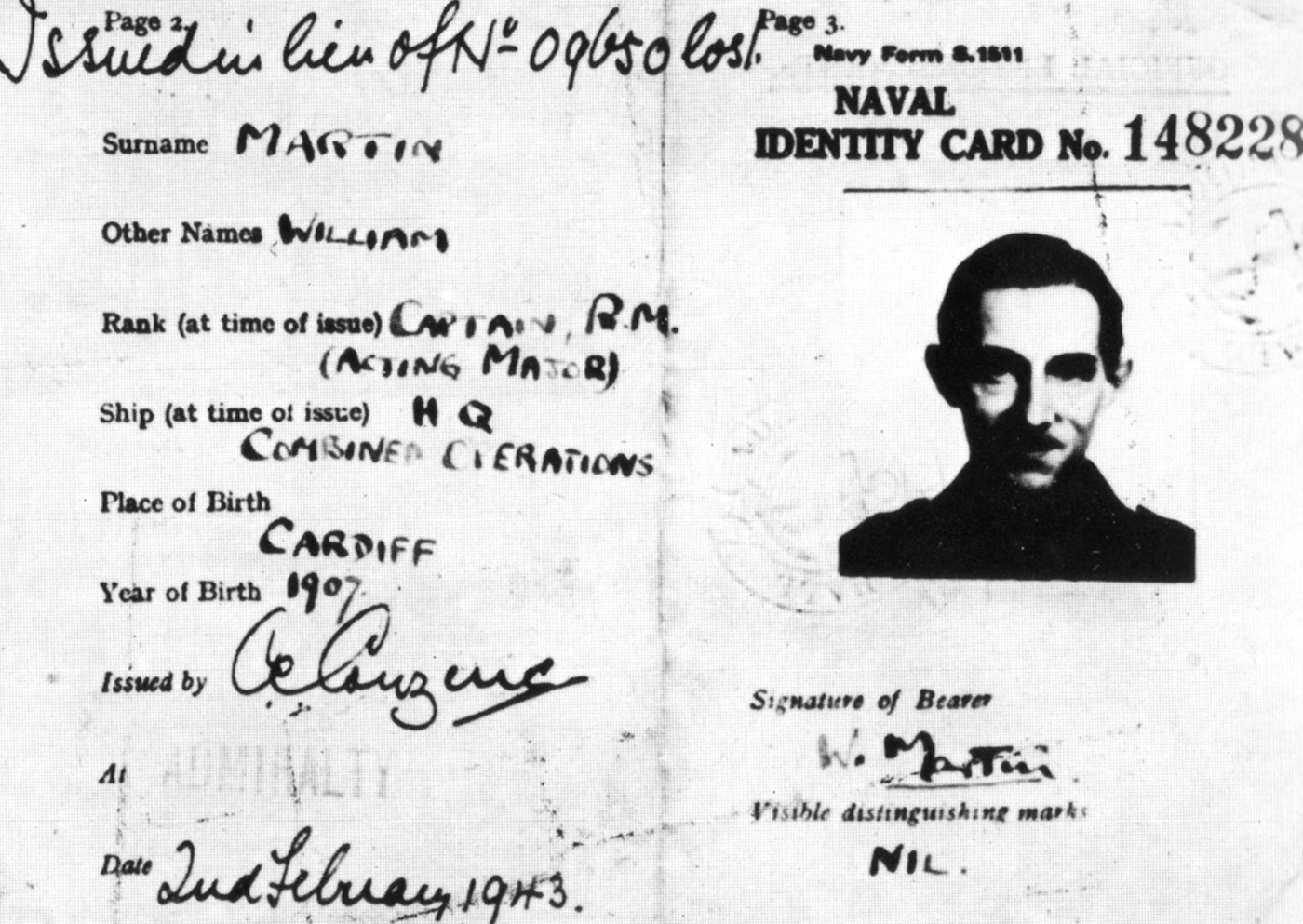
Der auf Major William Martin ausgestellte Ersatzausweis, mit dem der Leichnam ausgestattet wurde

Mit der Hilfe des renommierten Pathologen Sir Bernard Spilsbury konnten Montagu und sein Team genau festlegen, welche Art von Leiche sie für ihre Zwecke brauchen würden, da sie den Eindruck eines Ertrunkenen erwecken musste. Mittels sehr diskreter Nachforschungen und mit Hilfe eines Leichenbeschauers von London, Sir Bentley Purchase, konnten sie in den Besitz des Körpers eines 34-jährigen Mannes kommen, der kurz zuvor an einer Lungenentzündung verstorben war, die chemisch durch Rattengift verursacht worden war. Da der Mann an einer Lungenentzündung gestorben war, ergab die Flüssigkeit in seinen Lungen ein Bild, das mit einem Leichnam übereinstimmte, der längere Zeit im Meer getrieben war. Laut Ben Macintyre gab es keine Angehörigen.
Der nächste Schritt war es, eine Legende, also eine falsche Identität, für den Mann zu erschaffen: Dies war Captain/Acting Major William Martin der Royal Marines, geboren 1907 in Cardiff (Wales), den Combined Operations Headquarters angehörend. Der Rang eines acting Major wurde ihm zugewiesen, da einem Offizier mit niedrigerem Rang keine derart geheimen Dokumente überlassen worden wären, aber jemand im Alter von Mitte 30 auch zu jung erschienen wäre, um einen höheren Rang zu bekleiden. Aus Martin einen Acting Major zu machen, löste beide Probleme und ließ ihn als besonders vertrauenswürdig eingeschätzten Offizier erscheinen.
Um dieser falschen Identität zusätzliche Glaubwürdigkeit zu verleihen, statteten sie ihn außerdem mit einer Verlobten namens Pam aus (in Wahrheit einer Sekretärin beim MI5), komplett mit Fotos, Liebesbriefen und einem Brief seines Vaters, in dem dieser seine Unzufriedenheit über die Wahl der Braut ausdrückt. Des Weiteren brachten sie einen Satz Schlüssel, Abrisse von Theaterkarten für eine kurz zuvor stattgefundene Aufführung, Unterlagen seines Clubs für die Unterbringung in London und ähnliche Dinge in den Taschen des Leichnams unter. Um ihn noch glaubhafter zu machen, beschlossen Montagu und sein Team, auch eine gewisse Achtlosigkeit anzudeuten, indem sie seinen Unterlagen überfällige Rechnungen, einen Ersatzausweis anstelle eines verlorenen Ausweises (die Nummer seines „verlorenen“ Ausweises war die von Montagu), einen abgelaufenen Ausweis für das Combined Operations Headquarters (den Martin vergessen hatte, verlängern zu lassen) und einen erbosten Brief eines Bankiers der Lloyds Bank beifügten, in dem Martin für eine Kontoüberziehung von 79 £ angemahnt wird. Obwohl dieses letzte Detail der gefälschten Identität durchaus noch mehr Realismus verlieh, barg es auch die Gefahr, dass die deutsche Abwehr es verdächtig finden würde, dass einer derart achtlosen Person vertrauliche Dokumente anvertraut wurden. Wenn Montagu jedoch von dem Zwischenfall mit dem Catalina-Flugboot wusste, konnte er auch davon ausgehen, dass den Deutschen bewusst war, dass ihnen zuvor in einer ähnlichen Situation bereits ein Spionagecoup entgangen war. Aber es war auch notwendig, eine gewisse Achtlosigkeit Martins zu implizieren, da sie sicherstellen mussten, dass der Leichnam und die Aktentasche mit den Dokumenten zusammen aufgefunden wurden. Die Lösung, für die sich das Team entschied, war, die Tasche an seinem Handgelenk anzuketten und so den Eindruck eines Mannes zu erwecken, der es sich zwar auf einem langen Flug bequem machen wollte, dabei aber die Akten trotzdem jederzeit bei sich behalten wollte.
Während Montagu und sein Team dabei waren, die falsche Identität des Major William Martin zu schaffen, wurden gleichzeitig die Dokumente hergestellt, die für die eigentliche Täuschung (den Deutschen das Stattfinden der Invasion an einem anderen Ort als Sizilien zu suggerieren) notwendig waren. Dieses fingierte Szenario sah einen Angriff auf Sardinien vor, das anschließend als Stützpunkt für eine Invasion in Südfrankreich dienen sollte, gefolgt von einem zweiten Vorstoß gegen Griechenland vom Balkan her. Statt dies jedoch direkt durch offizielle Dokumente zu belegen, wurden die Kriegspläne mittels eines persönlichen Briefes von Lt. Gen. Sir Archibald Nye (Vizechef des Imperialen Generalstabes) an General Sir Harold Alexander (den Britischen Kommandeur in Nordafrika) angedeutet. Darin wurde als inoffizielle Anmerkung enthüllt, dass es zwei Operationen geben solle: Alexander würde Sardinien und Korsika angreifen, während sich General Sir Henry Wilson auf Griechenland konzentrieren würde. Letztere Operation wurde mit dem Codenamen Husky benannt, dem Namen der tatsächlich geplanten Invasion auf Sizilien. Ebenfalls wird in dem Brief ein (ebenfalls fiktiver) Täuschungsplan enthüllt, der die Deutschen davon überzeugen sollte, dass es stattdessen eine Invasion auf Sizilien geben werde. Dadurch sollte der Eindruck erweckt werden, dass die Deutschen einer Streitkraft gegenüberstünden, die stark genug sei, um zwei unabhängige Operationen weit abseits des wirklichen Ziels durchzuführen, um sie so dazu zu bringen, ihre Streitkräfte zu zerstreuen.
Sowohl um die vertrauliche Natur des Briefes zu unterstreichen als auch um Major Martins Qualifikation für eine Reise nach Nordafrika zu etablieren, fügte Montagu zusätzlich einen weiteren Brief von Lord Louis Mountbatten (Chef der Combined Operations) an Admiral Sir Andrew Cunningham (Oberbefehlshaber der Mittelmeerflotte) bei. In dem Brief lobte Mountbatten Major Martin als Experten für amphibische Operationen und betonte, dass die Briten ihre Abneigung gegen die amerikanische Praxis, Purple Hearts für jede Verwundung im Kampf zu vergeben, nicht zum Ausdruck bringen sollten. Wichtiger war jedoch, dass Mountbatten darin auch an Cunningham schrieb, dass Martin einen Brief mit sich führte, der zu bedeutend war, um ihn auf normalem Wege zu verschicken, woraus sich wiederum direkt die Notwendigkeit für Martin ergab, nach Nordafrika zu fliegen. Auch in diesem Brief wurde die vertrauliche Information weitergegeben, dass Sardinien das Ziel einer Invasion sein werde.

## Durchführung

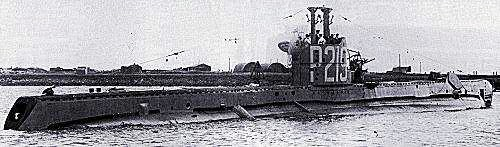
Die Seraph

„Major“ Martin, mit Trockeneis konserviert und in eine Uniform der Royal Marines gekleidet, wurde in einen Stahlzylinder verpackt. Cholmondeley und Montagu liehen daraufhin einen Kastenwagen, mit dem sie diesen Kanister nach Greenock in Schottland brachten, von wo aus sie ihn per Boot weiter zum Holy Loch transportierten. Dort wurde er anschließend auf das U-Boot Seraph verladen. Montagu hatte dies mit Admiral Barry vereinbart, dem Verantwortlichen für die U-Boot-Flotte. Barry hatte die Seraph vorgeschlagen, die zur Verfügung stand und deren Kommandierender Offizier Lt. Norman L.A. (Bill) Jewell und seine Besatzung glücklicherweise bereits Erfahrung mit Spezialeinsätzen hatten.
Am 19. April 1943 stach die Seraph in See und steuerte einen Punkt etwa eine Meile vor Huelva an der spanischen Küste an. Dieser Ort war gewählt worden, da man wusste, dass Spanien zwar neutral war, aber mit den Achsenmächten sympathisierte und sich dort folglich eine große Zahl von Agenten der Abwehr aufhielten, was eine schnelle Entdeckung der Unterlagen durch die Deutschen begünstigte. Es war außerdem bekannt, dass ein deutscher Agent in Huelva stationiert war, der ausgezeichnete Kontakte zu den spanischen Behörden hatte.
Gegen vier Uhr am 30. April befahl Lt. Jewell, den Kanister an Deck zu bringen. Zuvor hatte er der Besatzung erzählt, dass ein streng geheimes meteorologisches Gerät eingesetzt werden würde, und befahl sie nun unter Deck. Anschließend versammelte er seine Offiziere an Deck, erläuterte ihnen die Details der Operation und verpflichtete sie zur Geheimhaltung. Um 4:15 Uhr wurden der Kanister geöffnet und die Rettungsweste von Major Martin aufgeblasen. Die Aktentasche mit den Papieren war bereits vorher am Leichnam angekettet worden. Jewell sprach den 39. Psalm, den das Book of Common Prayer der Church of England als einen Teil des Totenamtes vorsieht, und schob den Leichnam um 4:30 Uhr vorsichtig ins Meer, wo ihn die Gezeiten an Land bringen würden. Nach dem Abschluss der Operation sendete Jewell die Nachricht „Mincemeat completed“ an das Komitee.
Der Leichnam wurde am selben Morgen gegen 9:30 Uhr von einem Fischer namens José Antonio Rey María gefunden, der ihn zum Hafen brachte, von wo aus der Fund an die dort ansässige Abwehr gemeldet wurde. Deren Chef war ein Mann namens Adolf Clauss, der Sohn des deutschen Konsuls, der dort eine Tarnidentität als Agrartechniker hatte.

## „Mincemeat swallowed whole“
Drei Tage später erhielt das Komitee ein Telegramm vom Marineattaché mit der Nachricht vom Fund der Leiche. Nach der Übergabe an den britischen Vizekonsul F. K. Hazeldene wurde der Leichnam Major Martins mit vollen militärischen Ehren am 4. Mai in Huelva beerdigt.
Der Vizekonsul ließ von dem Pathologen Eduardo Del Torno zuvor eine Obduktion durchführen. Dieser kam zu dem Befund, dass der Mann noch am Leben gewesen war, als er ins Meer fiel, und dass er keine sichtbaren Hämatome aufwies. Als Todesursache gab er Ertrinken an und dass der Leichnam sich seines Erachtens drei bis fünf Tage im Meer befunden habe. Eine umfassendere Untersuchung wurde nicht angestellt, weil der Pathologe den Verstorbenen als römisch-katholisch einordnete, da dieser ein silbernes Kruzifix um den Hals trug und eine Christophorus-Plakette in der Brieftasche hatte.
In der Zwischenzeit entschied Montagu, den Namen Major Martins in die nächste Liste der britischen Gefallenen aufnehmen zu lassen, die einen Monat später in The Times veröffentlicht wurde, da er wusste, dass die Deutschen diese lesen würden, um Martins Echtheit zu überprüfen. Durch einen Zufall wurden an diesem Tag auch die Namen zweier anderer Offiziere veröffentlicht, die tatsächlich ums Leben gekommen waren, als ihr Flugzeug auf dem Weg nach Gibraltar ins Meer stürzte, was der Legende von Major Martin weitere Glaubwürdigkeit verschaffte. Um die Täuschung weiter zu verstärken, wurde zudem eine Reihe dringlicher Nachrichten von der Admiralität an den Marineattaché gesandt, in denen – wegen ihrer vertraulichen Natur – die Rücksendung der bei der Leiche gefundenen Unterlagen um jeden Preis verlangt wurde, mit dem Hinweis, dass alle Nachforschungen diskret anzustellen seien, um die spanischen Behörden nicht auf ihre Bedeutung aufmerksam zu machen. Die Papiere wurden am 13. Mai mit der Versicherung zurückgesandt, „dass alles da ist“.
Die Deutschen erfuhren von der Entdeckung des Leichnams, und der örtliche Agent der Abwehr konnte (trotz einiger Schwierigkeiten) in den Besitz der Dokumente gelangen. Die Umschläge wurden vorsichtig geöffnet und die Briefe fotografiert. Anschließend wurden sie am 13. Mai von den spanischen Behörden den Briten ausgehändigt. Die Fotografien wurden derweil auf schnellstem Wege nach Berlin gebracht, wo sie vom deutschen Geheimdienst ausgewertet wurden.
Nach der Rückgabe des Leichnams von Major Martin wurden die Papiere untersucht; die Briten kamen dabei zu dem Schluss, dass die Briefe gelesen und anschließend wieder sorgfältig gefaltet und versiegelt worden waren. Nach weiteren Bestätigungen durch ULTRA konnte ein Telegramm an Winston Churchill gesendet werden, der sich zu diesem Zeitpunkt in den Vereinigten Staaten aufhielt: „Mincemeat Swallowed Whole“ (dt. „Mincemeat gänzlich geschluckt.“).
Die Geschichte war von den Deutschen in der Tat „geschluckt“ worden. Der Aufwand, den Montagu und sein Team betrieben hatten, um Major Martins Identität aufzubauen, hatte sich bezahlt gemacht. Erst viel später erfuhren sie, dass die Deutschen das Datum auf den Abrissen der Theaterkarten (22. April 1943) überprüft hatten und es als authentisch bestätigen konnten. Als Folge war Hitler derart von der Echtheit der fingierten Briefe überzeugt, dass er Mussolinis Einschätzung, dass Sizilien das wahrscheinlichste Ziel einer Invasion sei, nicht mehr teilte, sondern vielmehr darauf bestand, dass jeder Angriff auf die Insel als Finte zu betrachten sei. Hitler beorderte Verstärkung nach Sardinien und Korsika und schickte außerdem Generalfeldmarschall Erwin Rommel nach Athen, um dort eine Heeresgruppe zu formieren. Selbst sowohl Patrouillen- und Minensuchboote als auch Minenleger, die für die Verteidigung Siziliens vorgesehen waren, wurden daraufhin an andere Orte umgeleitet. Möglicherweise am kritischsten war jedoch die Verlegung zweier Panzerdivisionen von der Ostfront, wo sie eigentlich dringend für das Unternehmen Zitadelle benötigt wurden, nach Griechenland. Diese Auswirkung war von den Briten nicht vorhergesehen worden, trug aber möglicherweise mit zur Niederlage der Deutschen in dieser Schlacht bei.
Die Operation Husky begann am 9. Juli 1943 mit dem Angriff der Alliierten auf Sizilien. Die Deutschen blieben trotzdem zwei Wochen lang der Überzeugung, dass der Hauptangriff auf Sardinien und in Griechenland noch bevorstehe. Als Folge davon stießen die alliierten Kräfte auf relativ wenig Widerstand, und die Eroberung Siziliens konnte am 9. August abgeschlossen werden. Darüber hinaus inspirierte der Fall Palermos im Laufe der Invasion Mitte Juli den Putsch gegen Mussolini, der anschließend am 25. Juli gestürzt werden konnte.
Nach Thomas Vogel kommt der Operation Mincemeat „aus heutiger Sicht keine entscheidende Bedeutung für den Kriegsverlauf“ zu, weil Hitler und das Oberkommando der Wehrmacht schon vorher von einem Angriff auf den Balkan ausgegangen waren und lediglich in ihrer irrigen Meinung bestätigt wurden.

## Auswirkung auf spätere Operationen

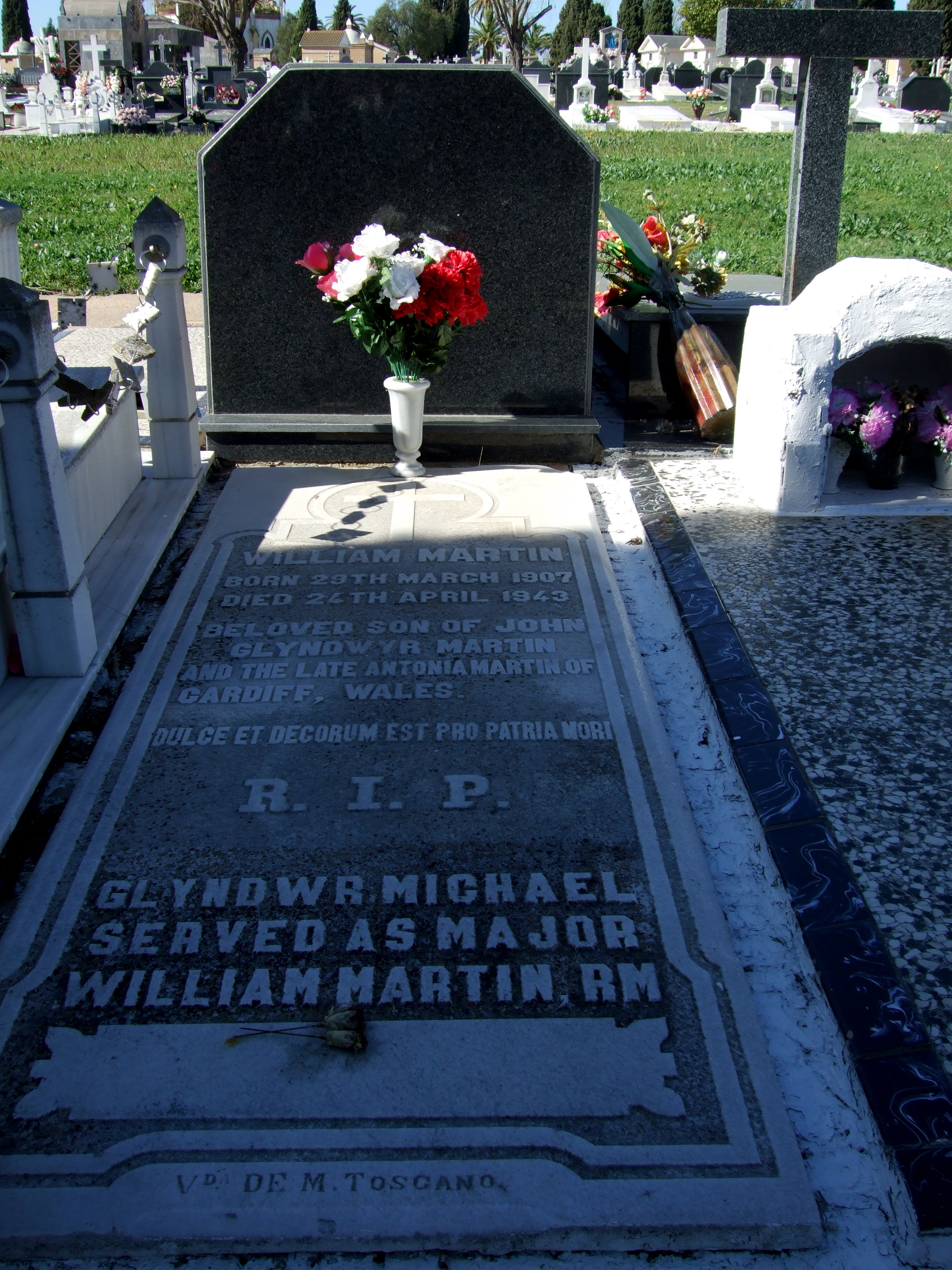
Das Grab von Major Martin in Huelva, Spanien

Aufgrund des Erfolges der Operation betrachteten die Deutschen spätere Dokumentenfunde oftmals als ähnliche Fälschungen, wie beispielsweise in diesen Fällen:
- Zwei Tage nach der Landung der Alliierten in der Normandie fanden die Deutschen ein verlassenes Landungsboot, das in der Mündung der Vire angespült worden war. An Bord befanden sich streng geheime Dokumente, die zukünftige militärische Ziele in der Region benannten. Hitler, der nach wie vor der Überzeugung war, dass die tatsächliche Invasion an der Straße von Calais stattfinden würde, hielt die Unterlagen jedoch für ein Täuschungsmanöver.[10]
- Im Vorfeld der alliierten Invasion der Niederlande im September 1944 wurde von einem britischen Offizier versehentlich der komplette Marschbefehl samt Karten und Grafiken zum luftgestützten Teil der Invasion an Bord eines Lastenseglers zurückgelassen – Unterlagen, die sich eigentlich nie auf einem der Flüge oder auch nur bei den Invasionstruppen hätten befinden dürfen. Die Dokumente fielen den Deutschen in die Hände, die aber auch dieses Mal vom Versuch einer Täuschung überzeugt waren und ihre Truppen daraufhin genau entgegen den in den Unterlagen enthaltenen Informationen aufstellten. Auf dieses Ereignis wird auch in dem später verfilmten Buch von Cornelius Ryan Die Brücke von Arnheim hingewiesen.

## Major Martin
Der als Major Martin bekannt gewordene Mann liegt auf dem Friedhof der Einsamkeit in Huelva begraben. Als die Operation Mincemeat immer mehr zur Legende wurde, drängte sich vor allem auch die Frage nach der wahren Identität Major Martins in den Vordergrund. Doch erst 1996 konnte der Amateurhistoriker Roger Morgan Belege zu Tage fördern, aus denen hervorgeht, dass es sich bei Major Martin in Wahrheit um einen Vagabunden und Alkoholiker aus Wales mit dem Namen Glyndwr Michael handelte, der aus ungeklärter Ursache an der Einnahme von Rattengift verstorben war.
Verbindung zur HMS Dasher
In ihrem Buch The Secrets of HMS Dasher behaupten die Autoren John und Noreen Steele jedoch, dass der verwendete Leichnam nicht der von Glyndwr war, sondern der eines der Opfer beim Untergang des Flugzeugträgers Dasher am 27. März 1943. Als Begründung führen sie Belege dafür an, dass der Leichnam des Landstreichers bereits im Januar 1943 beschafft worden sei und selbst im eingefrorenen Zustand in der Zwischenzeit bereits die Verwesung eingesetzt habe. Außerdem stellen sie die Frage, warum sonst das U-Boot HMS Seraph erst die Ostküste Schottlands hinauf, dann um die Nordspitze und anschließend nach Süden zum Firth of Clyde beordert wurde, wo die HMS Dasher gesunken war. Ihrer Meinung nach wäre es für Montagu sinnvoller gewesen, direkt nach Blyth zu fahren, wo die Seraph zuvor im Hafen gelegen hatte. Die beiden Autoren gehen deswegen davon aus, dass für die Durchführung der Operation ein neuer Leichnam benötigt wurde, da der ursprüngliche bereits zu stark verwest war, und Montagu nur den leeren Stahlzylinder nach Holy Loch brachte.
Daher folgern sie, dass es sich bei dem Leichnam, der letzten Endes für die Operation Mincemeat verwendet wurde, um den von John „Jack“ Melville handelte, einem 37-jährigen Seemann, der ums Leben gekommen war, als die Dasher in der Mündung des Clyde explodierte. Am 8. Oktober 2004 wurde eine Gedenkfeier zu seinen Ehren an Bord des Patrouillenboots HMS Dasher in den Gewässern des Stützpunkts der Royal Air Force auf Zypern abgehalten. Mit den Worten von Lt. Commander Mark Hill, dem kommandierenden Offizier des Marinegeschwaders auf Zypern:

“In his incarnation as Major Martin, John Melville’s memory lives on in the film, The Man Who Never Was. But we are gathered here today to remember John Melville as a man who most certainly was.”

„In seiner Inkarnation als Major Martin lebt die Erinnerung an John Melville in dem Film Der Mann, den es nie gab weiter. Aber wir sind heute hier zusammengekommen, um uns an John Melville als den Mann zu erinnern, den es sehr wohl gab.“

Diese Darstellung von John und Noreen Steele blieb nicht unwidersprochen. Denis Smyth widmet ihr in seinem Buch einen Appendix mit zahlreichen Anmerkungen.

## Auszeichnungen und künstlerische Rezeption
Ewen Montagu wurde für die erfolgreiche Durchführung der Operation Mincemeat der Military Order of the British Empire verliehen. Später wurde er zum Judge Advocate of the Fleet ernannt und schrieb ein Buch über die Operation, das 1953 unter dem Titel Der Mann, den es nie gab erschien und 1955 unter demselben Namen verfilmt wurde.
Die Operation Mincemeat lieferte die Inspiration für ähnliche Täuschungsmanöver in den Romanen Cryptonomicon von Neal Stephenson, Red Rabbit von Tom Clancy und Body of Lies von David Ignatius. In Es muß nicht immer Kaviar sein von Johannes Mario Simmel ist ein ähnliches Manöver beschrieben. Außerdem finden sich ähnliche Motive  im Film James Bond 007 – Man lebt nur zweimal und in der Science-Fiction-Serie Space 2063.
Der Film Die Täuschung, der im Jahr 2021 Premiere feierte, handelt von der Operation.
Die dritte Episode der vierteiligen BBC-Miniserie Fleming: Der Mann, der Bond wurde handelt in ihrer zweiten Hälfte ebenfalls von Mincemeat.